# German American Bund

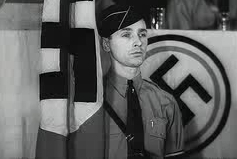
Un reprezentant din German American Bund.

German American Bund (Liga sau Federația Germano-Americană) a fost denumirea unei organizații americane pronaziste. Această denumire a apărut în 1936, după fuziunea a două organizații similare. Fritz Julius Kuhn a fost numit de Adolf Hitler conducătorul German American Bund-ului. 
German American Bund a atins apogeul activității sale politice la 19 februarie 1939. La parada care a avut loc atunci la Madison Square Garden din New York, membrii German American Bund-ului l-au acuzat în public pe președintele Roosevelt că ar fi fost un conducător „iudeo-bolșevic”. Ca urmare a acestui eveniment, organizații ale cetățenilor americani de origine germană au condamnat activitatea German American Bund-ului. Administrația americană a clasificat activitatea German American Bund-ului drept antiamericană, iar Fritz Julius Kuhn a fost arestat și expulzat din Statele Unite ale Americii. German American Bund nu a devenit un factor important în politica americană și a dispărut.